# Tomasz Zawadzki (malarz)
Tomasz Zawadzki (ur. 18 grudnia 1956 w Lublinie) – polski malarz, profesor sztuk plastycznych, wykładowca Uniwersytetu Marii Curie-Skłodowskiej.

## Życiorys
Syn Saturnina Zawadzkiego i Marii Zawadzkiej. Mieszka i pracuje w Lublinie oraz w Warszawie.
W latach 1976–1981 studiował na Wydziale Malarstwa Grafiki i Rzeźby Państwowej Wyższej Szkoły Sztuk Plastycznych we Wrocławiu. Pracuje na Wydziale Artystycznym UMCS w Lublinie, gdzie kieruje Katedrą Malarstwa i Rysunku. W 2010 roku nadano mu tytuł profesora sztuk plastycznych. Pracował także w Wyższej Szkole Przedsiębiorczości i Administracji w Lublinie.
Od końca lat 80. XX wieku współpracuje z Galerią Labirynt. Zajmuje się malarstwem, rysunkiem i fotografią. Swoje zainteresowania koncentruje na analizie języka malarskiego oraz jego kolejnych możliwych formułach przekazu. Tworzy cykle prac będące swego rodzaju zapisem kolejnych etapów doświadczeń w procesie konstruowania malarskiego znaku.
Zorganizował ponad 50 wystaw indywidualnych oraz uczestniczył w ponad 250 wystawach zbiorowych.
Jego prace znajdują się w zbiorach instytucjonalnych w kraju i za granicą m.in.: Museum Modern Art Hünfeld w Niemczech; Gutenberg Museum Mainz w Niemczech; Muzeum Sztuki w Łodzi; Muzeum Narodowe w Lublinie; Muzeum Sztuki Współczesnej Elektrownia w Radomiu; Muzeum Ziemi Chełmskiej Galeria 72 w Chełmie; Państwowa Galeria Sztuki w Łodzi; Centrum Sztuki Studio w Warszawie; Centrum Sztuki Galeria EL w Elblągu; Sosnowieckie Centrum Sztuki Zamek Sielecki, Galeria Extravagance w Sosnowcu; Galeria Labirynt w Lublinie; Lubelskie Towarzystwo Zachęty Sztuk Pięknych; Dolnośląskie Towarzystwo Zachęty Sztuk Pięknych; Przestrzeń dla Sztuki S2, Warszawa; Fundacja Sztuki Współczesnej In Situ w Sokołowsku.

## Odznaczenia i wyróżnienia
Otrzymał następujące wyróżnienia:
- Nagroda Prezydenta Miasta Lublina (2012)
- Nagroda Kulturalna Województwa Lubelskiego (2012)
- Srebrny Krzyż Zasługi (2001)
- Wyróżnienie na Ogólnopolskim Konkursie Malarstwa Współczesnego Bielska Jesień (2001 i 1997)
- Roczne Stypendium Twórcze Wojewody Lubelskiego (1990)
- Roczne Stypendium Twórcze Ministerstwa Kultury i Sztuki (1988)
- Nagroda Muzeum Okręgowego w Radomiu (1988)
- Nagroda Biura Wystaw Artystycznych w Radomiu (1985)

## Wystawy

### Wybrane wystawy indywidualne
1988 – Malarstwo, BWA Galeria Stara w Lublinie; 1989 – Grafika i Rysunek, Galeria Grażyny Hase w Warszawie; 1990 – Malarstwo i Rysunek, Galeria Grażyny Hase w Warszawie; 1991 – Malarstwo, Galeria Władysława Hasiora w Zakopanem; 1992 – Malarstwo, Galeria Foyer, Filharmonia Lubelska w Lublinie; 1993 – Malarstwo, BWA Galeria Sztuki Współczesnej w Sandomierzu; 1993 – Tomasz Zawadzki, Rombach Scheuer Galerie w Staufen w Niemczech; 1993 – Malarstwo, Andzelm Gallery w Lublinie; 1994 – Malarstwo, Mała Akademia Sztuki, Galeria Vetter Lublinie ; 1994 – Malarstwo, Państwowa Wyższa Szkoła Sztuk Plastycznych we Wrocławiu; 1994 – Tomasz Zawadzki, Rombach Scheuer Galerie w Staufen w Niemczech; 1995 – Malarstwo, Fundacja Galeria na Prowincji, Trybunał Koronny w Lublinie; 1996 – Malarstwo, BWA Galeria Grodzka w Lublinie; 1998 – Malarstwo, Galeria Pod Podłogą w Lublinie; 1998 – Malarstwo, Centrum Sztuki Studio, Galeria Studio w Warszawie; 1999 – Malarstwo, Galeria Test w Warszawie; 1999 – Tomasz Zawadzki, Rombach Scheuer Galerie w Staufen w Niemczech; 1999 – Malarstwo, BWA Galeria Stara w Lublinie; 2001 – Malarstwo, Akademia Sztuk Pięknych we Wrocławiu; 2002 – Znaki, BWA Galeria Sztuki Współczesnej w Sandomierzu; 2003 – Znaki, Galeria 72 w Chełmie; 2003 – Znaki, DAP, Galeria Lufcik w Warszawie; 2004 – Zieleń dla Hunfeld, Museum Modern Art Hunfeld w Niemczech; 2006 – Plus minus nieskończoność, BWA Galeria Grodzka w Lublinie; 2006 – Kontekst zieleni, Galeria XX1 w Warszawie: 2007 – Monochromia, Vychodoslovenska Galeria w Koszycach w Słowacji; 2008 – The Waypoint 2010/1, Galerie Caesar, w Ołomuńcu w Czechach (z Markiem Radke i Fredem Schierenbeck); 2009 – Forma koloru, Centrum Sztuki, Galeria EL w Elblągu. 2010 – Notatki na temat malarstwa, Galeria Wystawa w Warszawie; 2012 – Notatki na temat malarstwa, Mała Galeria w Nałęczowie: 2012 – Notatki na temat malarstwa, wybór prac z lat 1995–2012, Muzeum Lubelskie w Lublinie; 2014 – Obrazy Autonomiczne, Galeria Sztuki im. Jacka Sempolińskiego w Nałęczowie; 2016 – Pola Odniesień, Sosnowieckie Centrum Sztuki, Galeria Extravagance, Sosnowiec; 2017 – Obrazy, Centrum Sztuki, Galeria El, Elbląg (ze Sławomirem Marcem); 2018 – Obrazy, Galeria Bardzo Biała, Warszawa (ze Sławomirem Marcem); 2018 – Jedność, Otwarta Pracownia, Kraków; 2019 – Pomiary bezpośrednie, Przestrzeń Dla Sztuki S2, Warszawa; 2019 – Dwaj Przyjaciele „Pod Szóstką” (z Ryszardem Grzybem), Przestrzeń Dla Sztuki S2, Warszawa.

### Wybrane wystawy zbiorowe
1980 – Pokaz Oficyny Wydawniczej Mieczysława Zdanowicza, Muzeum Narodowe we Wrocławiu; 1981 – Remanent, Salon Wystawowy Towarzystwa Przyjaciół Sztuk Pięknych w Krakowie; 1981 – IX Ogólnopolski Konkurs im. Jana Spychalskiego, Galeria Biura Wystaw Artystycznych w Poznaniu; 1981 – 7 Ogólnopolska Wystawa Pokonkursowa Grafiki, Galeria Sztuki BWA w Łodzi; 1983 – Małe Formy Grafiki, Galeria Sztuki BWA w Łodzi; 1984 – 12 Festiwal Polskiego Malarstwa Współczesnego, Zamek Książąt Pomorskich w Szczecinie; 1985 – 39 Ogólnopolski Salon Zimowy Plastyki, Muzeum Okręgowe w Radomiu; 1985 – II Parafrazy Malarskie > Kosmos, Materia < Galeria EL w Elblągu; 1986 – Jubileuszowy 40 Ogólnopolski Salon Zimowy Plastyki, Muzeum Okręgowe w Radomiu; 1986 – Plastyka Lubelska, BWA Galeria Stara w Lublinie, Muzeum Lubelskie w Lublinie; 1987 – VII Ogólnopolska Wystawa Przeciw Wojnie, Państwowe Muzeum na Majdanku; 1987 – Małe Formy Grafiki, BWA Galeria Sztuki w Łodzi; 1987 – 7 Mini Print Internacional de Cadaques, Taller Galeria Fort w Cadaques w Hiszpanii; 1988 – 41 Ogólnopolski Salon Zimowy Plastyki, Muzeum Okręgowe w Radomiu; 1988 – 14 Festiwal Polskiego Malarstwa Współczesnego, Zamek Książąt Pomorskich w Szczecinie; 1988 – Kolekcja Galerii BWA w Lublinie, BWA Galeria Stara w Lublinie; 1988 – Wystawa Malarstwa Uczestników Ogólnopolskiego Pleneru Malarskiego Kazimierz 88 w Muzeum Nadwiślańskim w Kazimierzu Dolnym; 1991 – Czas na Odsłonę, BWA Galeria Stara w Lublinie; 1991 – Mikro Art, Galeria Art. w Warszawie; 1992 – Natura Natury, BWA Galeria Stara w Lublinie; 1992 – Mini Print International de Cadaques, Taller Galeria Fort w Cadaques w Hiszpanii; 1993 – Wschodni Salon Sztuki, Muzeum Lubelskie w Lublinie, BWA Galeria Stara w Lublinie; 1993 – Artyści z Lublina, Fundacja Galeria na Prowincji, Trybunał Koronny w Lublinie; 1994 – II Triennale Plastyki > Sacrum, Wiara, Sztuka > BWA Galeria Sztuki Współczesnej w Częstochowie; 1994 – Artyści Galerii Galeria Artystów, Galeria Sztuki Współczesnej BWA w Sandomierzu; 1994 – I Lubelskie Forum Sztuka i Edukacja’94, Muzeum Lubelskie w Lublinie; 1995 – Deutsch Polnische Woche, Stadhause Galerie w Munster w Niemczech; 1997 – Spojrzenia, BWA Galeria Stara w Lublinie; 1997 – 3 Trzecie Biennale Małych Form Malarskich, Państwowa Galeria Sztuki w Toruniu; 1997 – Warszawski Miesiąc Malarstwa, Galeria DAP w Warszawie; 1997 – Krajobraz Końca XX wieku, BWA Galeria Bielska w Bielsku-Białej, Galeria BWA w Bydgoszczy; 1997 – II Lubelskie Forum Sztuka i Edukacja’97, Muzeum Lubelskie w Lublinie; 1998 – XXXIII Ogólnopolska Wystawa Malarstwa Bielska Jesień (prace nagrodzone), PGSW w Toruniu, Galeria BWA w Słupsku; 1998 – Fragment Kolekcji, Fundacja Galerii na Prowincji, Trybunał Koronny w Lublinie; 1998 – Kolekcja 1997 – 1998, Galeria Studio w Warszawie; 1999 – Aqua Fons Vitae, Galeria BWA w Bydgoszczy; 1999 – Fragment Kolekcji, Fundacja Galeria na Prowincji, Trybunał Koronny w Lublinie; 1999 – Malarze Wydziału Artystycznego UMCS w Lublinie, Galeria BWA w Rzeszowie; 1999 – Kolekcja Studio, Centrum Sztuki Studio w Warszawie; 2000 – Postawy, Sala Kolumnowa Filharmonii Lubelskiej w Lublinie; 2000 – International Exhibition of Miniature Art Ośrodek promocji Kultury w Częstochowie; 2000 – Wielki Jubileusz 2000, BWA Galeria Stara w Lublinie; 2001 – 4 Biennale Małych Form Malarskich, Galeria Sztuki Wozownia w Toruniu; 2001 – Rok Pierwszy w Malarstwie Polskim XXI wieku, BWA Galeria Bielska w Bielsku-Białej; 2001 – Natura Natury, Muzeum Nadwiślańskie w Kazimierzu Dolnym; 2001 – Malarstwo Polskie 2001, BWA Galeria Stara w Lublinie; 2001 – Artyści Kolegium Sztuk Pięknych, Galeria u Michalaków w Kazimierzu Dolnym; 2001 – Kolekcja Fundacji Galeria na Prowincji, Trybunał Koronny w Lublinie; 2002 – Ogólnopolska Wystawa Malarstwa Bielska Jesień, Galeria BWA w Bydgoszczy; 2002 – Contact, Bruce Gallery of Art, Edinboro University of Pennsylvania, USA; 2002 – 10 Wschodni Salon Sztuki, BWA Galeria Stara w Lublinie; 2003 – Aukcja na rzecz Muzeum Sztuki w Łodzi, Galeria Ars Nova w Łodzi; 2003 – Nabytki 2002 – 2003, Galeria 72 w Chełmie; 2003 – Historia drobin, Statna Galeria w Bańskiej Bystrzycy w Słowacji; 2004 – Abstrakcja i Metafora ze zbiorów Muzeum Chełmskiego w Chełmie, Muzeum Nadwiślańskie Oddział w Janowcu; 2004 – Polska Sztuka Abstrakcyjna z Kolekcji Muzeum Chełmskiego, Vychodoslowenska Galeria w Koszycach w Słowacji; 2004 – Labirynt, wystawa z okazji trzydziestolecia realizacji programu Galerii, BWA Galeria Stara w Lublinie; 2005 – Sammlung Jurgen Blum, Museum Modern Art Hunfeld w Niemczech; 2005 – Nova Biała, Kolekcja Drobin, Galeria Biała w Lublinie; 2005 – Argumenta z Kolekcji G. J. Bluma Kwiatkowskiego, Museum Modern Art Hunfeld w Niemczech, Atlas Sztuki w Łodzi; 2005 – Z kolekcji Galerii BWA w Lublinie, BWA Galeria Grodzka w Lublinie; 2005 – Ogrody Sztuki, Kolekcja, Wystawa Pierwsza, Wystawa Sztuki Współczesnej, Fundacja Sztuki Współczesnej In Situ w Podkowie Leśnej; 2005 – Motiva, International Konstruktiv Konkret Intelligibel, Austria Center, w Wiedniu w Austrii; 2006 – 14 Wschodni Salon Sztuki, Galeria Wojewódzkiej Biblioteki Publicznej im. Hieronima Łopacińskiego w Lublinie; 2006 – Ikony Zwycięstwa, Dawne Zakłady Norblina w Warszawie; 2006 – Sztuka Konkretna, Pracownia – Galeria Gerarda w Krzewiu Wielkim; 2006 – Ład i Odczucie, BWA Galeria Grodzka Lublinie, Galeria Labirynt w Lublinie; 2006 – Łódź Biennale 2006, Łódź Art Center w Łodzi; 2007 – Kolekcja, zbiory Galerii BWA w Lublinie, BWA Galeria Grodzka w Lublinie; 2007 – Abstrakcja i Metafora ze zbiorów Muzeum Chełmskiego, Muzeum Chełmskie w Chełmie; 2007 – Constructivo, Concreto, Reductivo, Intelligible, Sala de Expositiones Centro Cultural Isabel de Franesio, Aranjuez w Hiszpanii; 2007 – Wystawa dzieł z kolekcji BWA w Lublinie, Galeria Labirynt 2 w Lublinie; 2007 – Nabytki kolekcji sztuki współczesnej Muzeum Chełmskiego z lat 2004–2006, Muzeum Zamek w Janowcu 2007 – Ikony Zwycięstwa – Odsłona Radomska, Mazowieckie Centrum Sztuki Współczesnej Elektrownia w Radomiu; 2007 – Malarstwo Materii wczoraj i dziś ze zbiorów BWA w Lublinie, Mała Galeria w Nałęczowie; 2008 – Mały Format ze zbiorów Muzeum Chełmskiego, Muzeum Zamek w Janowcu; 2008 – Minimum – Maksimum, BWA Galeria Grodzka w Lublinie, Galeria Labirynt 2 w Lublinie; 2008 – Oko Zwiedzione, wystawa sztuki optycznej, Centrum Sztuki, Galeria EL w Elblągu; 2009 – Energia Koloru, BWA Galeria Grodzka w Lublinie; 2009 – 42. Salon Zimowy, Powrót, Muzeum Sztuki Współczesnej w Radomiu; 2009 – In 117x137mm, Kompakt, Konkret, Konstruktiv, Galeria Baszta w Zbąszyniu; 2009 –SIEGesIKONen / transFORM, Humboldt w Berlinie; 2009 – Nabytki Galerii 72 z lat 2007–2009, Galeria 72 w Chełmie; 2009 – Konkret-Intelligibel, Museum Modern Art Hunfeld, Kunstlerforum w Bonn; 2010 – Duży format mały format, Galeria 72 w Chełmie; 2010 – Sztukmistrze z Lublina, Miejska Galeria Sztuki, Galeria Willa w Łodzi; 2010 – Europa Konkret Intelligibel, Stadtgalerie Villa Dessauer, Bamberg w Niemczech; 2010 – Dialog Polsko Niemiecki w Sztuce, Galeria 72 w Chełmie; 2010 – Sztuka i Wirtualność, Galeria Zajezdnia w Lublinie: 2011– Monochromy z kolekcji działu sztuki współczesnej Galerii 72, Galeria 72 w Chełmie; 2011 – Kolekcja Museum Modern Art Hunfeld, Centrum Sztuki, Galeria El w Elblągu; 2011 – Teraz Sztuka /Art Now, Parlament Europejski w Brukseli; 2011 – Kolekcja Galerii Studio, Centrum Sztuki Studio w Warszawie; 2011 – Sammlung, Museum Modern Art Hunfeld w Niemczech; 2012 – Patience of Paper / Cierpliwość Papieru, Quensland College of Art, Brisbane w Australii; 2012 – Nowe Otwarcie, Galeria DAP w Warszawie; 2012 – Ars loci – Obraz aktualny, Warsztaty Kultury w Lublinie; 2012 – Ars loci – Obraz kolekcji, Lubelskie Towarzystwo Zachęty Sztuk Pięknych w Lublinie; 2012 – Wchite, Black & Grey, Galeria 72 w Chełmie; 2012- 17 Wschodni Salon Sztuki, Muzeum Lubelskie w Lublinie; 2012 – Kolekcja 21. Kolor, Muzeum Sztuki Współczesnej w Radomiu; 2013 – Geometria i Metafora z kolekcji Galerii 72, Muzeum Południowego Podlasia, Bielsko Biała; 2013 – Koło kropka, okrąg z kolekcji Galerii 72, Galeria 72 Chełm; 2013 – Lublin-Wrocław, Galeria Centrum Sztuki Użytkowej ASP, Wrocław: 2013 – No Budget Show 5%, pomieszczenia byłego Domu Kultury Kolejarza, Lublin: 2013 – Lublin-Wrocław, Galeria Zajezdnia, Lublin; 2013 – Sztuka jako Remedium, 18 Wschodni Salon Sztuki, Galeria Wojewódzkiej Biblioteki Publicznej im. H. Łopacińskiego, Lublin; 2014 – Omne trinum perfectum, formy trójkątne z kolekcji Galerii 72, Galeria72, Chełm; 2014– Ars – Principia, Galeria Forum, UMK Toruń; 2014 – Ars – Principia, wybór, Galeria BWA, Kielce; 2014 – Uczulenie na kolor, Galeria Labirynt, Lublin; 2015 – Feedback, wystawa towarzysząca konferencji naukowej Wordstruck: American Artist as Readers, Writers and Literati, Inkubator Medialno – Artystyczny UMCS, Lublin ; 2015 – CompaktD, Galeria BWA Kielce; 2015 –Konteksty, V Międzynarodowy Festiwal Sztuki Efemerycznej, Katalog Entropii Sztuki, Fundacja Sztuki Współczesnej In Situ Sokołowsko; 2015 – Konkretni Podzim 2015, Trojuhelnik, Galerie AMB, Hradec Kralowe, Art. Space NOV, Pardubice: 2015 – Inspiracje, wystawa malarstwa pracowników Instytutu Sztuk Pięknych UMCS w Lublinie, Galeria Podlaska, Biała Podlaska; 2015 – Przestrzenie Obrazu, Otwarta Pracownia, Galeria Labirynt, Lublin; 2015 – Paradoks czasu według artysty współczesnego, Pałac Schoena, Muzeum w Sosnowcu, Sosnowiec; 2016 – Obrazy Rzeczywistości, Galeria ASP w Gdańsku, Gdańsk; 2016 – Lublin, Warszawa, Nancy – Parantele, Muzeum Lubelskie; 2016 – Sztuka lat 70. XX wieku z kolekcji Galerii 72, Galeria 72, Chełm; 2016 – Pankiewicz i po… Uwalnianie koloru, Muzeum Lubelskie, Lublin; 2016 – Grid – Geometria w dyskursie. Dyskurs w geometrii, Galeria XS, Instytut Sztuk Pięknych UJK, Kielce: 2016 – Wystawa Przedaukcyjna, XXV Aukcja Wielkiego Serca, Muzeum Inżynierii Miejskiej, Muzeum Sztuki i Techniki Japońskiej Mannggha, Kraków; 2016 – Memento, Galeria za Szybą, ASP Wrocław; 2016 – 21 Wschodni Salon Sztuki, Galeria wbp. im:H. Łopacińskiego, Lublin; 2016 -Śmiertelnie poważna wystawa, Galeria Labirynt, Lublin; 2016 – Lekcje z kolekcji. Lubelskie kolekcje poza instytucjami, Lubelskie Towarzystwo Zachęty Sztuk Pięknych, CSK, Lublin; 2017 – The End, Galeria Otwarta Pracownia, Kraków; 2017 – Jego białe pióra oświecone słońcem błyszczały jak samo słońce, Henryk Gallery, Kraków; 2017 – GRID, Galeria Uniwersytecka, Cieszyn; 2017 – Sztuka lat 80. XX wieku z kolekcji Galerii 72, Galeria 72, Chełm; 2017 – Katalog Entropii Sztuki, Nowa (in)Karnacja 2017, Fundacja Sztuki Współczesnej In Situ, Sokołowsko; 2017 – W kręgu Zbigniewa Karpińskiego, Muzeum Miejskie Wrocławia, Pałac Królewski, Wrocław: 2017 – Sztuka lat 80. XX wieku z kolekcji Galerii 72, odsłona II, Galeria 72, Chełm; 2017 – Surface, Galeria Bardzo Biała, Warszawa, Galeria Neon, Wrocław; 2017 – 5th International GRID Exibition, Galeria XS, Instytut Sztuk Pięknych UJK, Kielce; 2017 – 4 Międzynarodowe Spotkania ze Sztuką, Galeria Gardzienice, Lublin; 2017 – Forum Nowych Autonomii Sztuk, Galeria El, Elbląg; 2017 – Czy kolory mają kształty?, Galeria Labirynt, Lublin; 2017 – Nabory 2017, Galeria El, Elbląg; 2018 – Aleksandrale- Kolekcja Primary Colours, Malarstwo Polskie po 2015 roku, Galeria Sztuki Współczesnej, Włocławek; 2018 – Występy Gościnne, Galeria Otwarta Pracownia, Kraków; 2018 – Obrazy-Obiekty, Galeria 72, Muzeum Chełmskie w Chełmie; 2018 – Konkret / Dyskurs / Algorytm, Galeria Akademicka, Cieszyn; 2018 – Kazimierz Dolny. Od tradycji do nowoczesności, Pałac Czartoryskich, Puławy; 2018 – Aleksandrale 2. Kolekcja Primary Colours, Galeria Omega, Toruń; 2018 – Concrete/Discourse/Code, Centrum Sztuki, Galeria El., Elbląg; 2018 – Concrete/Discourse/Complexity, Galeria XS, Kielce; 2018 – Ziemski – Przestrzeń, Lubelskie Towarzystwo Zachęty Sztuk Pięknych, CSK, Lublin; 2019 – Tajemnice magazynów, Centrum Sztuki, Galeria El., Elbląg; 2019 – Chcę być kobietą, Galeria XX1, Warszawa; 2019 – Pamięci Wojciecha Kapelańskiego, Galeria Sztuki Współczesnej, Włocławek; 2019 – Untitled, Śmierć Tytułom, Galeria Neon, Wrocław; 2019 – Untitled Znaki i Litery, Galeria Wystaw Czasowych, Centrum Spotkania Kultur, Lublin; 2019 – Biel / Czerwień, Centrum Sztuki, Galeria El., Elbląg;. 2020 – Untitled Narracja Obrazu, Muzeum Bolesława Biegasa, Warszawa; 2020 – Lublinska Szkola, Galerie Gafu, Jama, Dul Michal, Ostrawa (Czechy); 2020 – Pocztówka z domu, Salon Akademii, Warszawa; 2020 – Odmienne postawy cztery przestrzenie. Mistrzowie współczesności z kolekcji galerii 72, Muzeum Ziemi Chełmskiej Galeria 72, Chełm; 2020 – COVIMETRY (edition1), Galeria BWA, Ostrowiec Świętokrzyski; 2021 – COVIMETRY (edition 2), Ely Center of Contemporary Art, New Haven, Connecticut, USA; 2021 – COVIMETRY (edition 3), Galeria XX1, Warszawa; 2021 – CIEMNO WSZĘDZIE, czyli od Czerni do Czerni, Galeria Sztuki Współczesnej, Włocławek; 2021 – 72/21 Kolekcja Galerii 72, Kordegarda Galeria Narodowego Centrum Kultury, Warszawa.